# Tommy Lawrence
Tommy Lawrence (Dailly, 1940. május 14. – Warrington, 2018. január 9.) válogatott skót labdarúgó, kapus.

## Pályafutása
Az angol Warrington Town korosztályos csapatában kezdte a labdarúgást. 1957 és 1971 között a Liverpool labdarúgója volt, ahol két bajnoki címet és egy angol kupa győzelmet nyert a csapattal. 1971 és 1974 között a Tranmere Rovers együttesében védett. 1963 és 1969 között három alkalommal szerepelt a skót válogatottban.

## Sikerei, díjai
Liverpool FC
- Angol bajnokság (First Division)
  - bajnok: 1963–64, 1965–66
- Angol kupa (FA Cup)
  - győztes: 1965
- Angol szuperkupa (FA Charity Shield)
  - győztes: 1964, 1965, 1966
- Kupagyőztesek Európa-kupája
  - döntős: 1965–66